# فرديناند باور (عالم)
فرديناند باور (بالإنجليزية: Ferdinand Bauer)‏ (و. 1760 – 1826 م) هو رسام نباتي ‏، ورسام توضيحي، ورسام، وموضح علمي، وعالم نبات من الإمبراطورية النمساوية، شارك في Sibthorp and Bauer expedition ‏، توفي عن عمر يناهز 66 عاماً.